# Relíquias
Relíquias es una freguesia portuguesa del concelho de Odemira, con 120,02 km² de superficie y 1.108 habitantes (2001). Su densidad de población es de 9,2 hab/km².